# Anoxia villosa
Anoxia villosa är en skalbaggsart som beskrevs av Fabricius 1781. Anoxia villosa ingår i släktet Anoxia och familjen Melolonthidae. Utöver nominatformen finns också underarten A. v. tethys.

## Bildgalleri

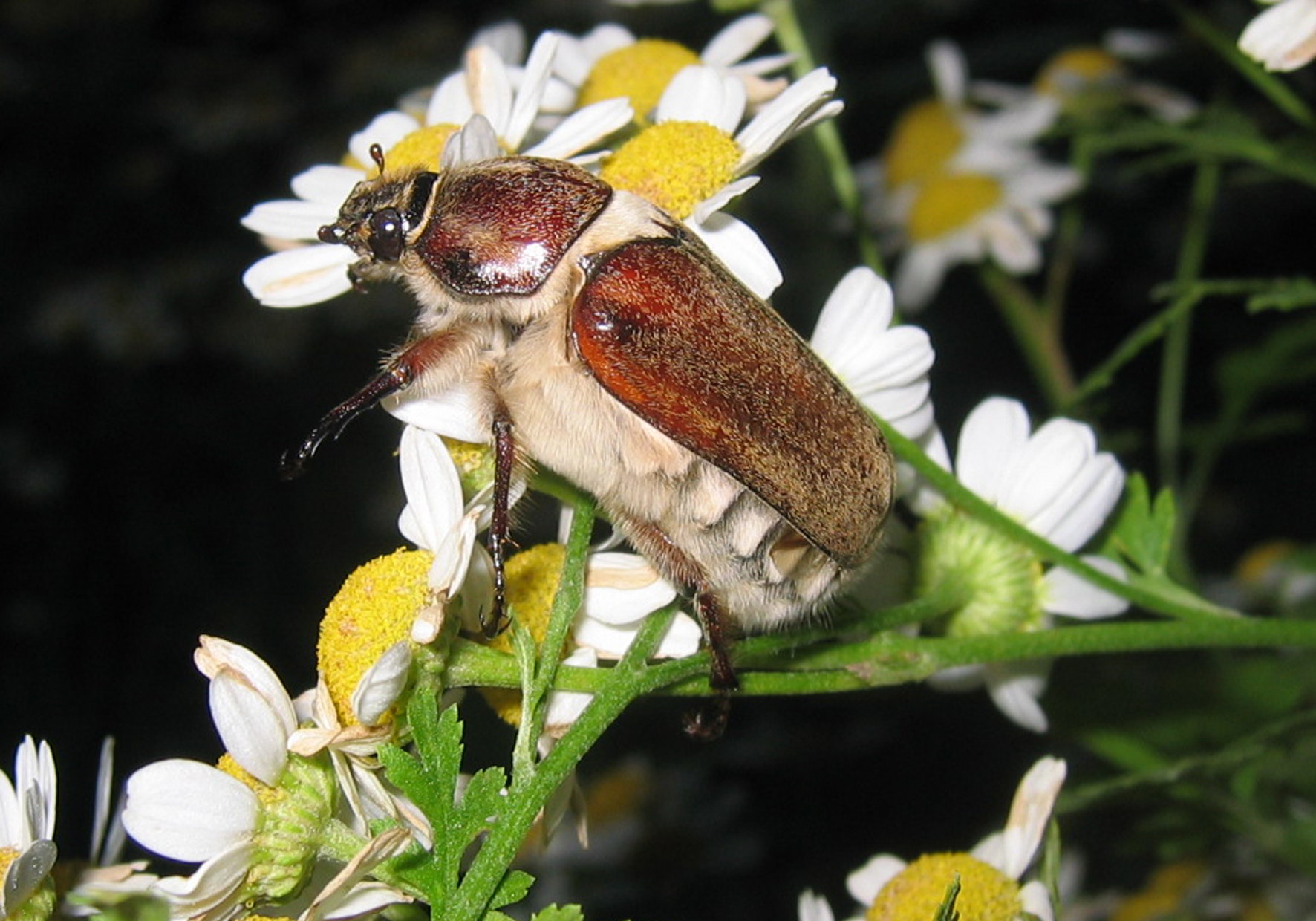
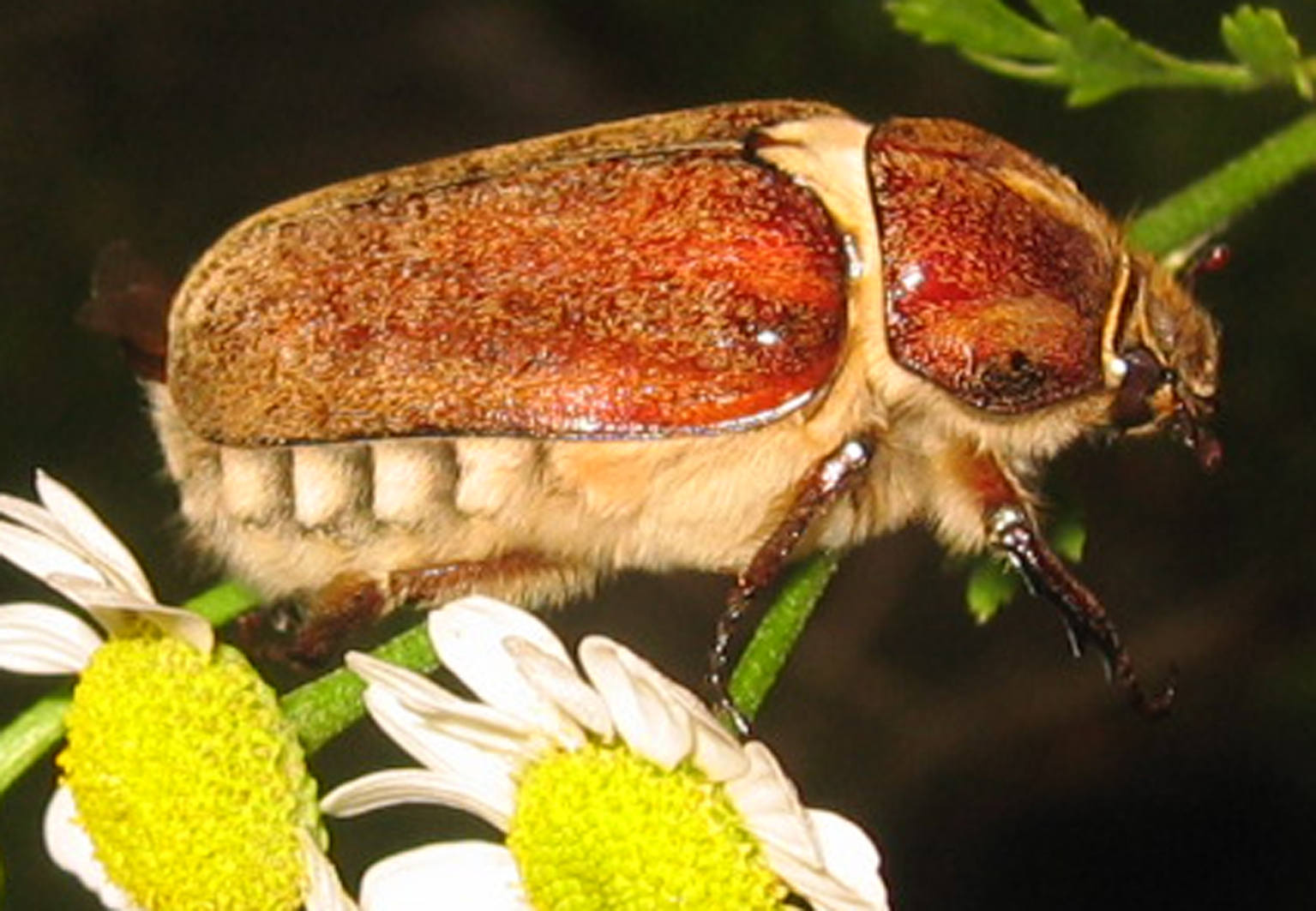
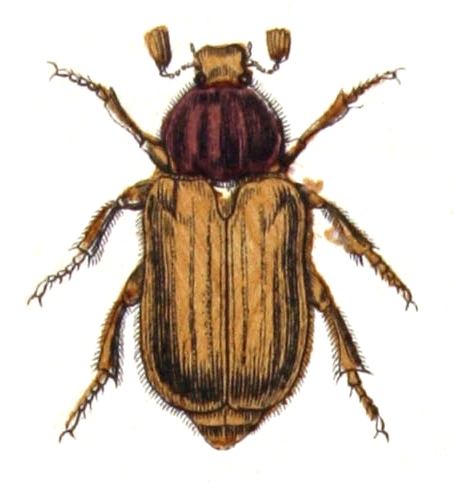